# Корнуелс (острів)
Корнуелс (іноді називають Михайлов) (англ. Cornwallis Island) — острів довжиною 2,5 кілометра, який знаходиться за 13 кілометрів на північний схід від острова Мордвинова (Елефант) і входить до групи Південних Шетландських островів. Назва Корнуелс острів отримав в 1821 році і на даний момент воно закріпилося як міжнародне.
Острів розташований 61°04′ пд. ш. 54°28′ зх. д. / 61.067° пд. ш. 54.467° зх. д..

## Населення

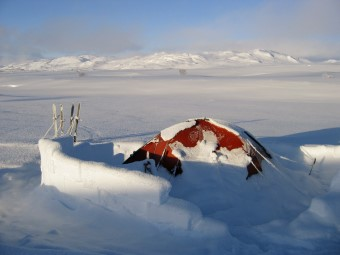
Фото житла Вальтера Тургеля. Себе він не дозволяє фотографувати.

На острові проживає житель — Вальтер Тургель (Walter Turgel), який живе там один з 1996 року. Він отримує їжу і речі у антарктичних експедицій, а також харчується рибою, яку сам ловить. Він вирішив залишатися на острові до кінця свого життя. Він називає себе «самим південним постійним мешканцем у світі».